# Anna Hryniewicka
Anna Hryniewicka – polska psycholog, doktor habilitowany nauk społecznych.

## Życiorys
W 1973 r. ukończyła studia psychologiczne na Akademii Teologii Katolickiej w Warszawie, w 1979 r. obroniła pracę doktorską, w 2025 r. habilitowała się.
Została pracownikiem naukowym na Akademii Pedagogiki Specjalnej im. Marii Grzegorzewskiej.